# Cantone di Yvetot
Il Cantone di Yvetot è una divisione amministrativa degli arrondissement di Le Havre e di Rouen.
A seguito della riforma complessiva dei cantoni del 2014 è passato da 12 a 54 comuni.

## Composizione
Prima della riforma del 2014 comprendeva i comuni di:
- Allouville-Bellefosse
- Autretot
- Auzebosc
- Baons-le-Comte
- Bois-Himont
- Écretteville-lès-Baons
- Saint-Clair-sur-les-Monts
- Sainte-Marie-des-Champs
- Touffreville-la-Corbeline
- Valliquerville
- Veauville-lès-Baons
- Yvetot

Dal 2015 comprende i comuni di:
- Allouville-Bellefosse
- Amfreville-les-Champs
- Ancretiéville-Saint-Victor
- Anvéville
- Autretot
- Auzebosc
- Auzouville-l'Esneval
- Baons-le-Comte
- Bénesville
- Berville
- Bois-Himont
- Boudeville
- Bourdainville
- Bretteville-Saint-Laurent
- Butot
- Canville-les-Deux-Églises
- Carville-Pot-de-Fer
- Cideville
- Criquetot-sur-Ouville
- Doudeville
- Écretteville-lès-Baons
- Ectot-l'Auber
- Ectot-lès-Baons
- Étalleville
- Étoutteville
- Flamanville
- Fultot
- Gonzeville
- Grémonville
- Harcanville
- Hautot-le-Vatois
- Hautot-Saint-Sulpice
- Héricourt-en-Caux
- Hugleville-en-Caux
- Lindebeuf
- Motteville
- Ouville-l'Abbaye
- Prétot-Vicquemare
- Reuville
- Robertot
- Routes
- Saint-Clair-sur-les-Monts
- Saint-Laurent-en-Caux
- Saint-Martin-aux-Arbres
- Sainte-Marie-des-Champs
- Saussay
- Le Torp-Mesnil
- Touffreville-la-Corbeline
- Valliquerville
- Veauville-lès-Baons
- Vibeuf
- Yerville
- Yvecrique
- Yvetot